# Тяньхе
«Тяньхе» (кит.: 天河体育中心体育场) — багатофункціональний стадіон у Гуанчжоу, провінція Гуандун, КНР, який був побудований в 1987 році. Вміщує 60 151 глядача. Є домашнім стадіоном для команди  китайської Суперліги «Гуанчжоу Евергранд».